# Sparklehorse
Gli Sparklehorse sono stati un gruppo alternative rock statunitense nato a metà degli anni novanta. Più che di una band vera e propria si è trattato di una one man band, in quanto l'unico membro fisso è stato il cantante e polistrumentista Mark Linkous, che scriveva, produceva ed eseguiva da solo la maggior parte dei brani. La loro attività si è bruscamente interrotta nel 2010 a causa della tragica morte di Linkous, suicida all'età di 47 anni.

## Storia del gruppo
Essenzialmente Mark Linkous era Sparklehorse. Linkous registrava molto del materiale degli Sparklehorse nello studio della sua casa, e la sua visione guidava gli Sparklehorse. Frequente collaboratore è stato Scott Minor, che suona la batteria e altri strumenti.
Molta della musica degli Sparklehorse è introspettiva, malinconica. I suoi testi sono pieni di un singolare linguaggio simbolico: Joe Tangari descrive le sue canzoni «surrealiste in modo ribelle […] Infatti alcuni dei testi sono così surreali che è difficile immaginare che siano metafore di qualcosa».
Musicalmente gli Sparklehorse non sono molto lontani dal country alternativo, nonostante ci siano somiglianze quanto differenze tra questo genere e gli Sparklehorse: Linkous amava incorporare strumenti musicali obsoleti e nuove tecnologie (mellotron, registrazioni vocali distorte o tintinnanti drum machine), in un modo che ricorda un po' la musica di Tom Waits. Gli Sparklehorse hanno anche prodotto pezzi di hard rock come Some Day I Will Treat You Good o Happy Man.
Il primo album degli Sparklehorse, dal titolo Vivadixiesubmarinetransmissionplot, viene pubblicato nel 1995. Ebbe un modesto successo, principalmente nelle college radio, le radio dei campus universitari. Durante il seguente tour Linkous viene trovato in overdose di valium e antidepressivi, svenuto nella sua stanza d'albergo a Londra, incosciente e con le gambe bloccate sotto il corpo per almeno quattordici ore. Questo causò un picco di potassio nel sangue quando si mosse di nuovo, causando un arresto cardiaco durato due o tre minuti. Linkous venne ricoverato in ospedale, rischiò di perdere entrambe le gambe e subì numerosi e dolorosi interventi chirurgici.
L'album Good Morning Spider (1999), registrato dopo l'incidente, contiene canzoni dolorose quali Painbirds, e molti critici hanno erroneamente congetturato che l'esperienza a un passo dalla morte avesse ispirato a Linkous il tono grave, ma pur speranzoso, dell'album. Tuttavia, Linkous ha dichiarato che molto del materiale dell'album era stato scritto prima dell'incidente. La sola canzone scaturita da quella esperienza è St. Mary, dedicata alle infermiere dell'ospedale dove Linkous è stato convalescente.
Il 2001 vede la pubblicazione di It's A Wonderful Life con la collaborazione di Tom Waits, PJ Harvey, Nina Persson e Dave Fridmann, al tempo non ancora eminente produttore di musica indie. Mentre molto dei precedenti album era stato registrato solo da Linkous nel suo "Static King" studio nella fattoria che possedeva nella rurale Virginia, It's Wonderful Life fu più uno sforzo formale, largamente registrato da Fridmann.
Accanto alla propria produzione musicale, Linkous è anche diventato un produttore, guidando lavori come l'album solista di Nina Persson, A Camp, e Fear Yourself di Daniel Johnston. Linkous è stato uno dei maggiori sostenitori di Johnston, un artista outsider che ha condotto una lunga battaglia contro la malattia mentale. Nel 2004, Linkous ha curato e prodotto Discovered Covered: The Late Great Daniel Johnston, un album tributo a Daniel Johnston, con artisti come Beck, Death Cab for Cutie, Vic Chesnutt, Tom Waits e Bright Eyes. L'album include anche una collaborazione tra Sparklehorse e The Flaming Lips nella traccia Go.
Celebre la sua cover di Wish you were here dei Pink Floyd realizzata in collaborazione con i Radiohead.
Nel 2003, gli Sparklehorse hanno aperto alcuni concerti dei R.E.M.
Nel mese di settembre del 2006, a cinque anni di distanza dal precedente album, viene pubblicato Dreamt For Light Years In The Belly Of a Mountain, quarto disco della band, registrato presso gli Static King Studio, nel North Carolina, posto in cui Linkous aveva deciso di stabilirsi per continuare il periodo di riabilitazione dalla dipendenza da droghe. Il disco, che vede la collaborazione di Danger Mouse e Steven Drozd, è in realtà caratterizzato da molte canzoni scritte all'epoca di It's a Wonderful Life che però, alla fine, non trovarono posto nella tracklist finale di quel disco.
Nel 2009, Linkous ha collaborato con Christian Fennesz, musicista di elettronica, nell'EP In the Fishtank 15, un disco sperimentale e con atmosfere rarefatte, registrato in soli due giorni nel dicembre del 2007 e pubblicato nel mese di settembre del 2009. Sempre nello stesso anno, Linkous si esibì dal vivo insieme a Fennesz, in quelli che sarebbero stati i suoi ultimi quattro concerti, nel corso di un tour europeo nel mese di ottobre del 2009.
Sabato 6 marzo 2010 Mark Linkous viene rinvenuto suicida a Knoxville. La notizia viene diramata attraverso un comunicato dei suoi familiari.
Nel luglio del 2010 vede la luce il progetto Dark Night of the Soul, album in collaborazione con Danger Mouse e con numerosi ospiti musicisti. La sua uscita venne rinviata di circa un anno a causa di una disputa legale con la EMI, etichetta distributrice dell'album.

## Discografia

### Album in studio
- 1995 - Vivadixiesubmarinetransmissionplot
- 1998 - Good Morning Spider
- 2001 - It's a Wonderful Life
- 2006 - Dreamt for Light Years in the Belly of a Mountain
- 2009 - Dark Night of the Soul (con Danger Mouse)
- 2023 - Bird Machine

### EP
- 1996 - Chords I've Known EP
- 1996 - Rainmaker EP
- 1999 - Distorted Ghost EP
- 2009 - In The Fishtank 15 EP (con Christian Fennesz,

### Singoli
- 1995 - London / Intermission
- 1995 - Spirit Ditch / Waiting for Nothing
- 1995 - Hammering the Cramps / Too Late
- 1996 - Someday I Will Treat You Good / Rainmaker
- 1996 - Someday I Will Treat You Good / London
- 1996 - Hammering the Cramps / Spirit Ditch
- 1996 - Rainmaker / I Almost Lost My Mind
- 1998 - Come On In / Blind Rabbit Choir
- 1998 - Painbirds / Maria's Little Elbows
- 1998 - Sick of Goodbyes / Good Morning Spider (BBC Radio 1 Evening Session)
- 1999 - Happy Man
- 2001 - Gold Day / Heloise
- 2001 - Piano Fire / Eyepennies
- 2006 - Don't Take My Sunshine Away / Ghost In The Sky
- 2006 - Don't Take My Sunshine Away / Galveston
- 2006 - Knives of Summertime / Caroline
- 2006 - Ghost in the Sky / Marigold
- 2010 - Just War (con Danger Mouse